# Miracle Andreu Boigues
Miracle Andreu i Boigues (Valencia, 15 de juny de 1880 - Mataró, 14 de desembre de 1945) fou una de les primeres metgesses catalanes.
Els seus pares eren Pascual Andreu i Mora, natural de Torrent, i Vicenta Boigues i Gil, de Sant Tomàs, a València. Miracle Andreu va estudiar batxillerat a Barcelona, Reus i Lleida, i més tard va estudiar medicina a Saragossa i a Barcelona, on va acabar la carrera l'any 1903. Tot i que se li negà aparèixer amb el seu retrat a l'Orla de la Facultat de Medicina, al costat dels seus companys homes, Miracle Andreu fou admesa per formar-se al costat del professor Miquel A. Fargas, a la clínica del qual –Policlínica Dr. Fargas– s’inicià com a metge ajudant. Llegí la seva tesi doctoral, Sintomatología y diagnóstico de los quistes ováricos, a la Universitat Central de Madrid el 1904 i esdevingué així la quarta doctora en Medicina de tot l'Estat.
Obrí també consulta particular per a atendre «malalties de les dones i dels nens», exercint doncs com a ginecòloga i pediatra, primer en diverses ubicacions de la ciutat de Barcelona i a partir de 1944, a la ciutat de Mataró.
L'any 1910 participà en el Primer Congrés Espanyol Internacional de la Tuberculosi que se celebrà a Barcelona, al costat de la seva companya de promoció Trinitat Sais o de la mestra i pedagoga Celestina Vigneaux.